# Lac Wegner
Pour les articles homonymes, voir Wegner.
Le lac Wegner (en anglais : Wegner Lake) est un lac américain dans le comté de Mariposa, en Californie. Il est situé à 2 814 mètres d'altitude au sein de la Yosemite Wilderness, dans le parc national de Yosemite.